# 南方通信
南方通信控股有限公司，簡稱南方通信控股和南方通信（英語：Nanfang Communication Holdings Limited，港交所：1617），在1992年，由多名投資者於常州（總部）設立「江蘇南方通信科技有限公司」。
主席為金來。業務在中國內地經營生產和銷售各類電纜產品。
股份在2016年12月12日於港交所主板上市。全球招股價為0.92至1.1港元之間，發售股份為2.8億股，集資額為3.08億港元。

## 外部連結
- jsnfgroup.com （页面存档备份，存于）